# Носковський Зенон Володиславович
Зено́н Володисла́вович Носко́вський (31 жовтня 1889, Мушкатівка, нині Борщівський район — 3 грудня 1962, Словаччина) — український військовик, громадський діяч. Командант сотні Леґіону УСС, групи «Підзамче» УГА та полку ЧУГА.

## Життєпис

Старшини УСС: Софія Галечко, Теодор Мамчур, Зенон Носковський, Павло Семирозум, Роман Дудинський та чех Здіславський

Старшини УСС Зенон Носковський, Олена Степанів, Іван Чмола, Осип Яримович та Софія Галечко на горі Маківка

З. Носковський. Під час бою біля с. Потутори

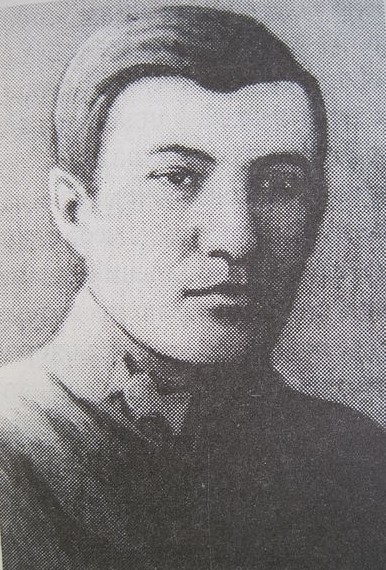
Зенон Носковський

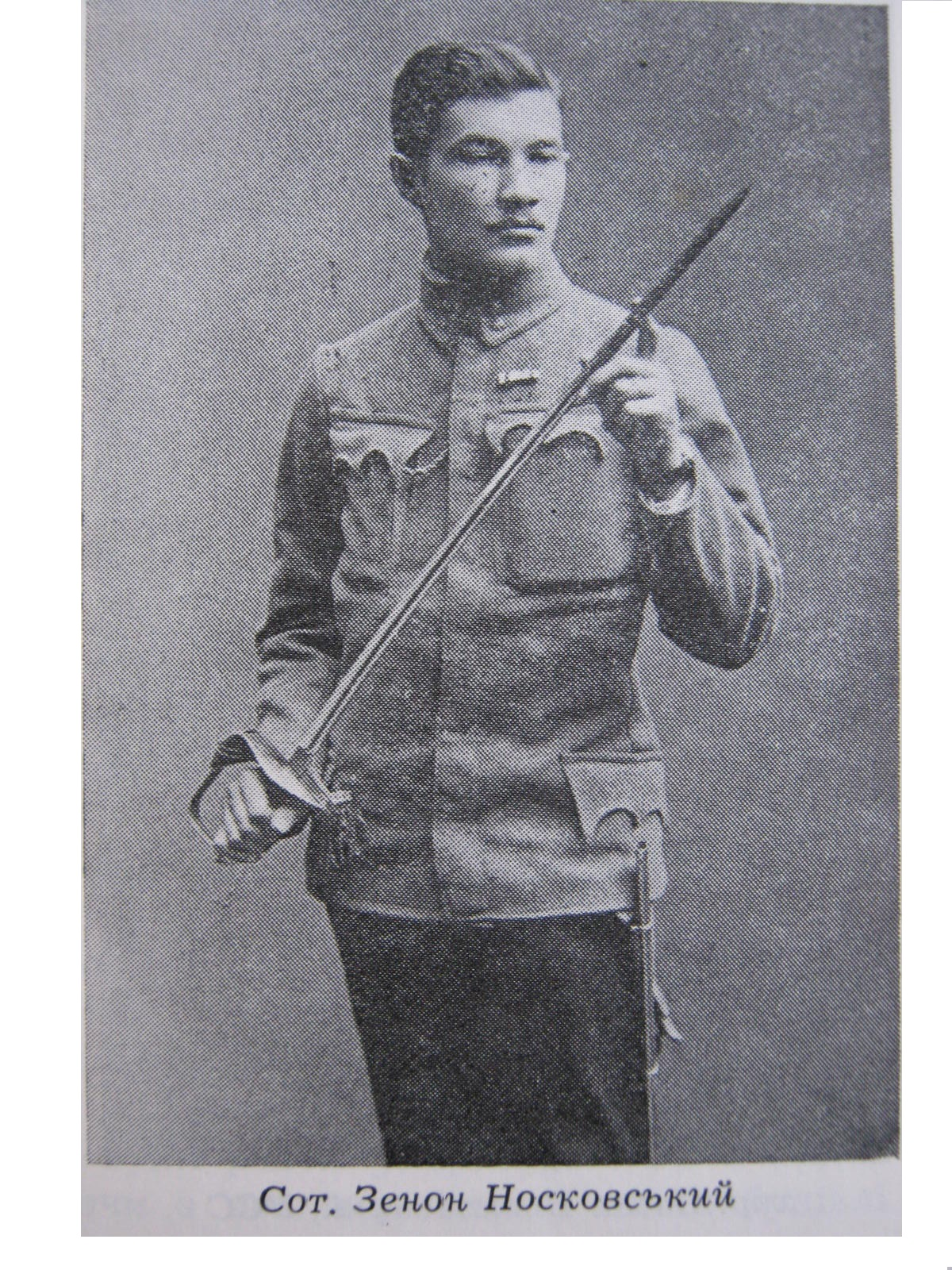

Народився в селі Мушкатівці (нині Борщівського району Тернопільської области, Україна) в родині священника УГКЦ о. Володислава Носковського та його дружини Ольги Носковської зі Свистунів. Родина Носковських мала шляхетнє походження і належала до гербу Лада.
У 1889 р. з батьками переїхав до Сороків Бучацького повіту. Навчався в ц. к. Бучацькій державній гімназії (зокрема, з відзнакою закінчив 1а клас у 1900 році), закінчив Академічну гімназію у Львові, юридичний факультет Львівського університету.
Брав активну участь в організації осередків спортивного товариства «Сокіл» у Галичині (зокрема, співорганізатор осередку та читальні товариства «Просвіта» в селі Сороках Бучацького повіту). В Сороках у приміщенні дяківки (будучи студентом) провадив освітні гуртки з селянами, читав книжки, деяких вчив читати, писати. Проводив січові руханкові вправи з мешканцями Сороків.
З початком Першої світової війни вступив до лав Легіону Українських Січових Стрільців. Командував спочатку чотою, згодом 4-ю сотнею УСС. Проявив себе в боях на горі Ключ, за які був нагороджений Срібною медаллю «За хоробрість» 2-го кл. (нім. Tapferkeitsmedaille).
31 травня 1916 року на похоронах Івана Франка супроводжував віз-катафалк до Личаківського цвинтара, від імени УСС поклав вінок на могилу Каменяра. 30 вересня 1916 р. потрафив у російський полон під час боїв під Потуторами і Конюхами; перебував у Пензі, Симбірську (разом з Сенем Горуком; восени 1916 р. зустрівся з вивезеним в Сибір росіянами-москалями батьком).
Після звільнення з полону брав участь в українсько-польській війні та національно-визвольних змаганнях, командував сотнею, полком УСС.
11 листопада поручник Зенон Носковський став командантом групи «Підзамче». 12 листопада 1918 року на чолі частини з 280 стрільців (половина — УСС) обороняв ділянку залізничної колії в районі Підзамча у Львові. 11 січня 1919 року стрілецька сотня Зенона Носковського відзначилася під час визволення Львова від польських окупантів (було взято південні околиці міста).
Після створення у Бершаді на базі II-го корпусу УГА I-ї бригади Червоних Українських Січових Стрільців (ЧУСС) очолив полк. Під час прибуття під Чуднів Володимира Затонського, І. Дубового через виступ бригад під командуванням Юліяна Головінського, Осипа Станимира проти більшовиків з намірами роззброїти галичан разом з Михайлом Бараном, Альфредом Бізанцом запевнив їх, що бригада буде надалі воювати проти поляків; їм повірили. 27 квітня 1920 р., виконуючи наказ командира бригади ЧУГА, повів полк на прорив польського оточення під Михнівкою. За допомогою кінноти під командуванням Степана Шухевича вдалось вирватись у бік Києва.
З 1920 р. жив в еміграції у Чехословаччині, працював адвокатом, суддею. Помер у Словаччині.

## Нагороди
- 10 листопада 1914 нагороджений Медаллю за Хоробрість 2-го класу.